# Krymka białostocka

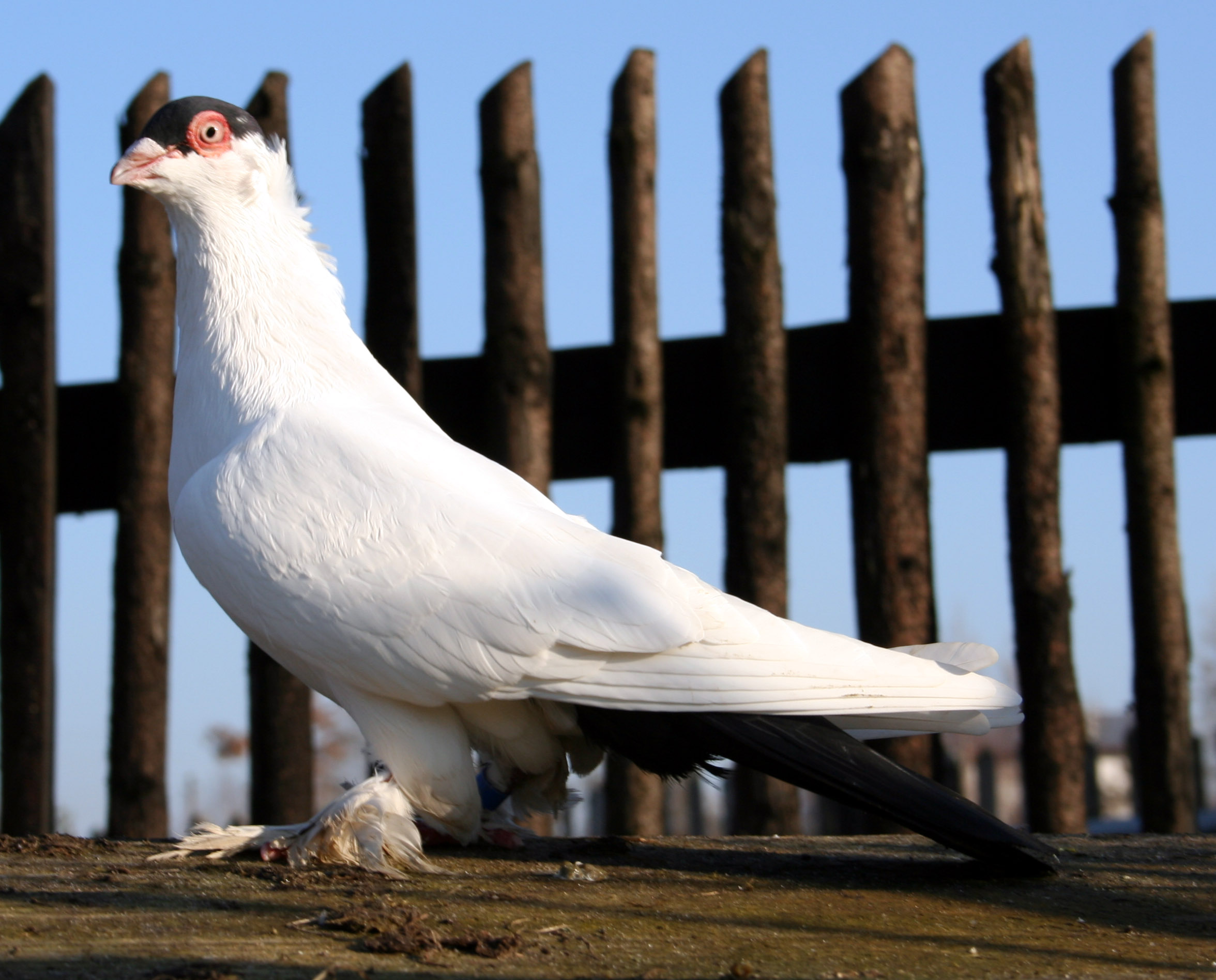
Krymka białostocka

Krymka białostocka – jedna z ras gołębi, pochodząca z Polski, aktualnie rozpowszechniona na całym jej obszarze.
Krymkę białostocką wyhodowano w XX wieku, na terenach północno-wschodnich Polski. Nazwa wzięła się od barwnego upierzenia głowy – czapeczki, tak zwanej Krymki.
Rasa zaklasyfikowana do gołębi lotnych i koziołkujących.
Sylwetka krymki jest średniej wielkości, z małą głową okoloną rozetą. Dziób jest krótki, w barwie cielisty. Linia grzbietu mocno opada w stronę ogona, szeroka pierś jest wyeksponowana do przodu. Na nogach występują: pufy na podudziach oraz tzw. łapcie.
Poza głową, także na sterówkach i piórach pokrywowych ogona, występuje upierzenie w kolorach: czarnym, czerwonym, żółtym, niebieskim czy brązowym, silnie odcinające się od białego tułowia.